# 3355 Онізука
3355 Онізука (3355 Onizuka) — астероїд головного поясу, відкритий 8 лютого 1984 року.
Тіссеранів параметр щодо Юпітера — 3,671.